# Загуляево (Нижегородская область)
 Загуляево  — деревня в Шарангском районе Нижегородской области в составе Большерудкинского сельсовета.

## География
Расположена на расстоянии примерно 5 км на восток-северо-восток по прямой от районного центра посёлка Шаранга.

## История
Известна с 1873 года как починок Загуляевской, где было дворов 6 и жителей 95, в 1905 (Загуляевский) 34 и 226, в 1926 (уже деревня Загуляева) 45 и 246, в 1950 (Загуляево) 38 и 147.

## Население
Постоянное население составляло 33 человека (русские 100 %) в 2002 году, 22 в 2010.